# Kiril Parlitschew

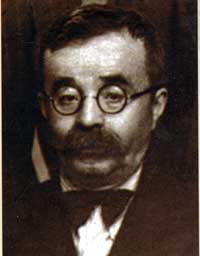
Kiril Parlitschew

Kiril Grigorow Parlitschew (auch Cyril Grigorov Parlichev geschrieben, bulgarisch Кирил Григоров Пърличев; * 1. März 1875 in Ohrid, heute in Nordmazedonien; † 9. Februar 1944 in Ohrid, damals in Bulgarien) war ein bulgarischer Revolutionär, Mitglied des BMARK (Bulgarischen Makedonien-Adrianopeler Revolutionären Komitees, später in Innere Mazedonische Revolutionäre Organisation umbenannt),  Mitbegründer und Mitglied des Mazedonischen Wissenschaftlichen Instituts, Journalist, Übersetzer und Schriftsteller. Er war der Sohn des Schriftstellers Grigor Parlitschew.

## Bibliographie
- Сръбският режим и революционната борба в Македония (1912–1915)
- Кюстендилският конгрес на ВМРО 1908 г., издателство ВЕДА-МЖ, 2001, ISBN 954-8090-02-3.
- 36 години във ВМРО - Спомени на Кирил Пърличев, издателство ВЕДА-МЖ, 1999, ISBN 954-8090-01-5.

## Einzelnachweis
1. ↑  Mitglieder-Gründer des Mazedonischen Wissenschaftlichen Instituts (bulg.) (Memento des Originals vom 19. April 2012 im Internet Archive)  Info: Der Archivlink wurde automatisch eingesetzt und noch nicht geprüft. Bitte prüfe Original- und Archivlink gemäß Anleitung und entferne dann diesen Hinweis.

| Personendaten    | Personendaten                                                                    |
| ---------------- | -------------------------------------------------------------------------------- |
| NAME             | Parlitschew, Kiril                                                               |
| ALTERNATIVNAMEN  | Parlitchev, Cyril Grogorov; Кирил Григоров Пърличев; Parlitschew, Kiril Grigorow |
| KURZBESCHREIBUNG | bulgarischer Revolutionär                                                        |
| GEBURTSDATUM     | 1. März 1875                                                                     |
| GEBURTSORT       | Ohrid                                                                            |
| STERBEDATUM      | 9. Februar 1944                                                                  |
| STERBEORT        | Ohrid                                                                            |